# 张斌贤
张斌贤，北京师范大学教育历史与文化研究院教授，博士生导师，长江学者特聘教授，主要研究领域为美国教育史、西方教育思想史和教育史学。张斌贤曾入选“万人计划”哲学社会科学领军人才，还担任中国教育学会教育史分会理事长、《教育学报》主编等职。